# Ревака
Ревака (рум. Revaca) — село в Молдавии в составе города Сынжера сектора Ботаника муниципия Кишинёв. К городу Сынжера также относится село Добружа.

## География
Село расположено к западу от города Сынжера на реке Ишновец, в 23 км от Кишинёва.

## История
Село Ревака впервые упоминается в документах 28 июля 1760 года под названием Пигоргань. Согласно статистике 1880 года, в селе проживали землевладельцы, резеши и мелкие помещики, имелась смешанная начальная школа, почтовое отделение, примэрия в Сынжере.

## Население
Согласно переписи 2004 года, в селе проживают 976 человек: 466 мужчин и 510 женщин. Национальный состав: молдаване — 962 (98,57%), русские — 6 (0,61%), украинцы — 4 (0,41%), прочие — 4 (0,41%).

## Инфраструктура
В селе действует одна средняя школа № 67, в которой работают 12 педагогов и обучаются 138 учеников.